# 訃報 1995年8月
訃報 1995年8月（ふほう 1995ねん8がつ）では、1995年（平成7年）8月中に物故した、又は物故が報じられた人物についてまとめる。

## （1日 - 15日）

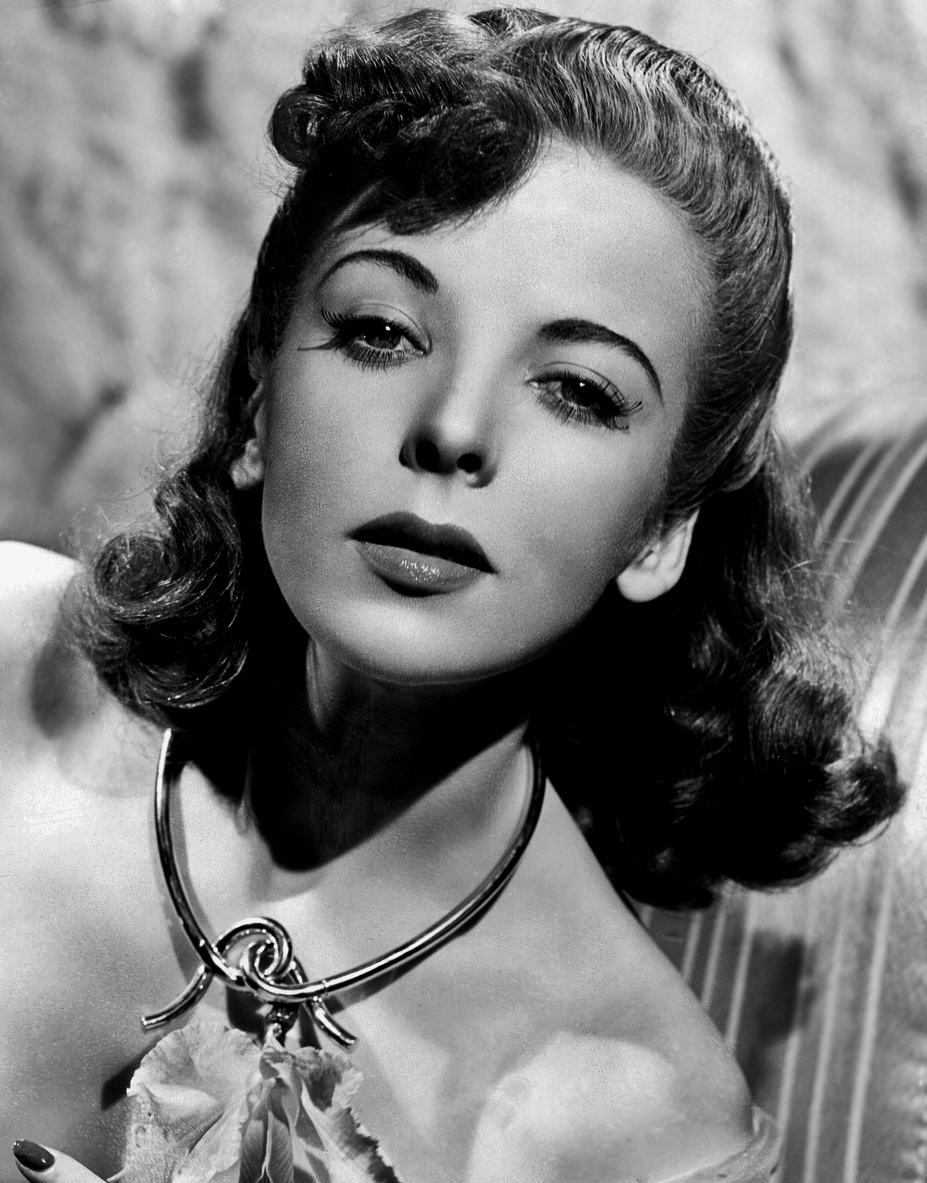
アイダ・ルピノ / 8月3日没

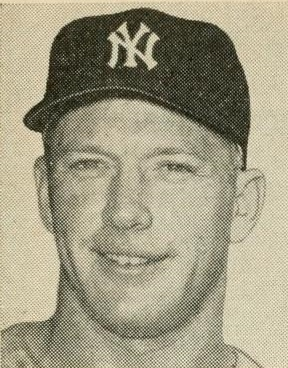
ミッキー・マントル / 8月13日没

- 8月3日 - 三坂耿一郎、彫刻家（* 1908年）
- 8月3日 - アイダ・ルピノ、女優、映画監督（* 1918年）
- 8月8日 - 田辺哲夫、政治家、元参議院議員（* 1929年）
- 8月13日 - ミッキー・マントル、元メジャーリーガー【ニューヨーク・ヤンキース】（* 1931年）
- 8月15日 - 仲根正広、元プロ野球選手【近鉄バファローズ、中日ドラゴンズ】（* 1954年）

## （16日 - 31日）

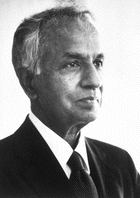
スブラマニアン・チャンドラセカール / 8月21日没

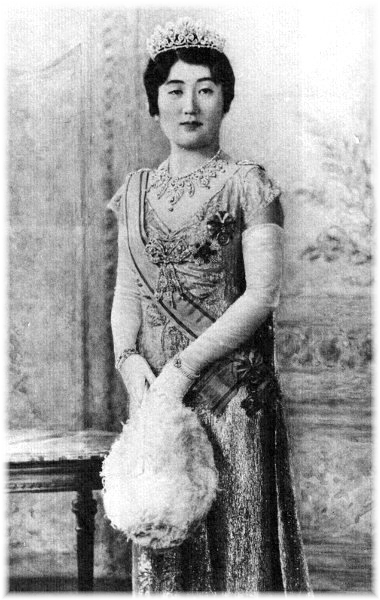
雍仁親王妃勢津子 / 8月25日没

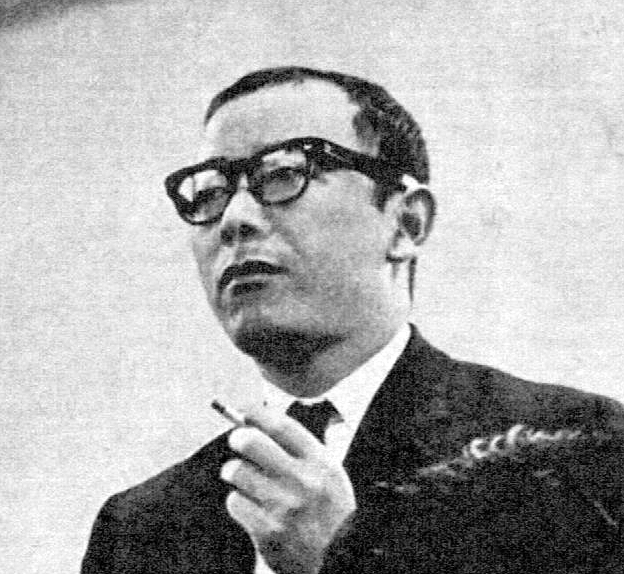
山口瞳 / 8月30日没

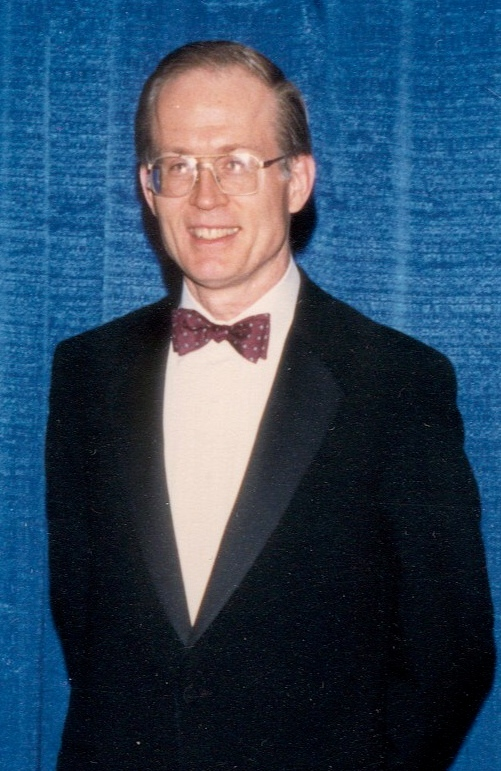
フィッシャー・ブラック / 8月30日没

- 8月21日 - スブラマニアン・チャンドラセカール、天体物理学者（* 1910年）
- 8月25日 - 雍仁親王妃勢津子、皇族（* 1909年）
- 8月25日 - 下平正一、政治家、元衆議院議員（* 1918年）
- 8月26日 - 斎藤隆、声優（* 1929年）
- 8月26日 - ジョン・ブラナー、SF作家（* 1934年）
- 8月29日 - ミヒャエル・エンデ、児童文学作家（* 1929年）
- 8月30日 - 山口瞳、作家・コピーライター・エッセイスト（* 1926年）
- 8月30日 - 小瀬格、俳優（* 1931年）
- 8月30日 - フィッシャー・ブラック、経済学者（* 1938年）